# Olympische Sommerspiele 2000/Leichtathletik – Marathon (Frauen)

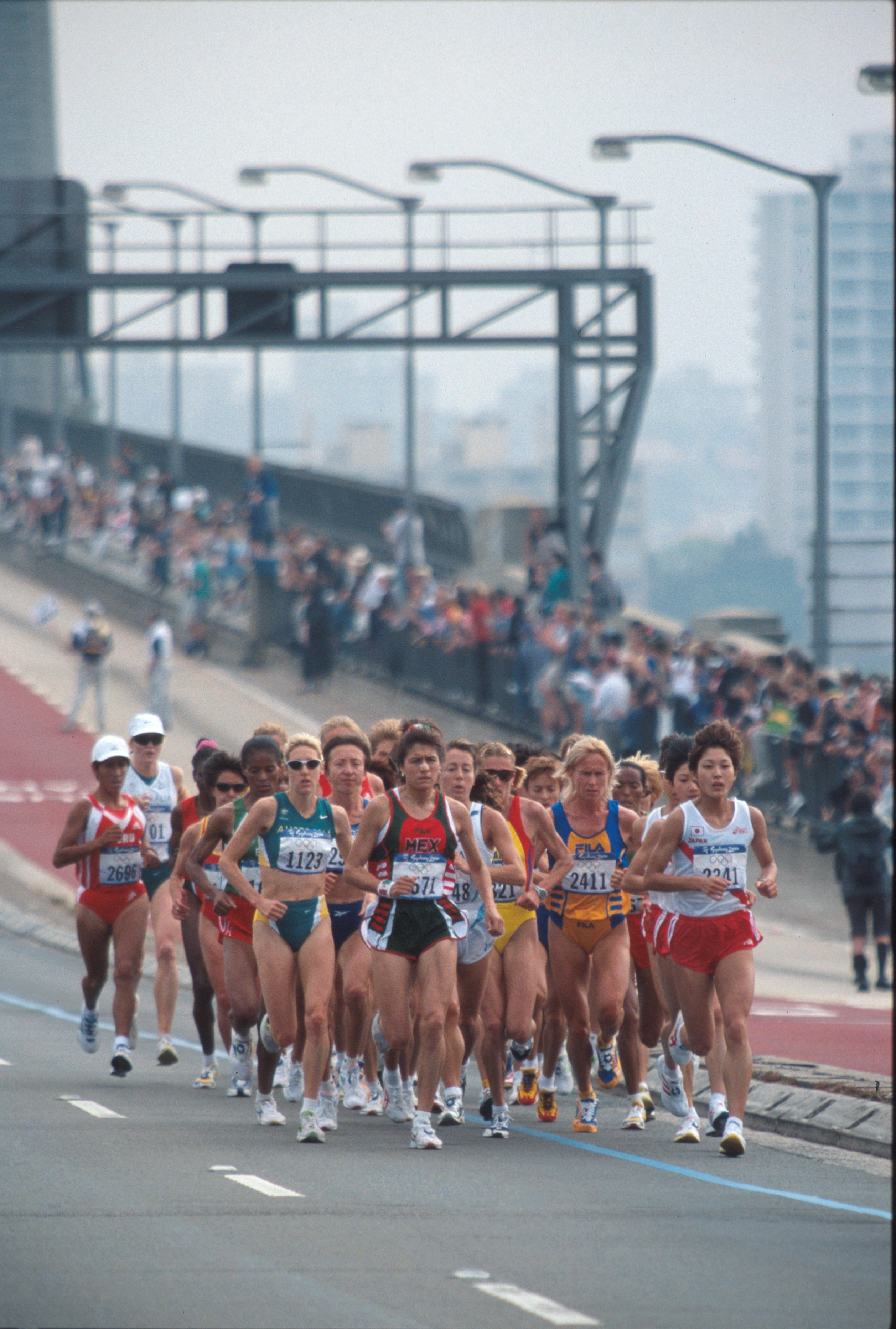
Die Marathonläuferinnen auf der Harbour Bridge

Der Marathonlauf der Frauen bei den Olympischen Spielen 2000 in Sydney wurde am 24. September 2000 in Sydney ausgetragen. 53 Athletinnen nahmen teil, 45 von ihnen erreichten das Ziel.
Olympiasiegerin wurde die Japanerin Naoko Takahashi. Sie gewann vor der Rumänin Lidia Șimon und der Kenianerin Joyce Chepchumba.
Für Deutschland ging Sonja Oberem an den Start, die das Ziel auf Platz 24 erreichte.

Die Schweizerin Daria Nauer belegte Rang 38.

Athletinnen aus Österreich und Liechtenstein nahmen nicht teil.

## Aktuelle Titelträgerinnen
| Olympiasiegerin 1996                      | Fatuma Roba ( Äthiopien)                     | 2:26:05 h                                    | Atlanta 1996                                 |
| Weltmeisterin 1999                        | Jong Song-ok ( Nordkorea)                    | 2:26:59 h                                    | Sevilla 1999                                 |
| Europameisterin 1998                      | Maria Manuela Machado ( Portugal)            | 2:27:10 h                                    | Budapest 1998                                |
| Panamerikanische Meisterin 1999           | Érika Olivera ( Chile)                       | 2:37:41 h                                    | Winnipeg 1999                                |
| Zentralamerika und Karibik-Meisterin 1999 | Marathonlauf nicht im Meisterschaftsprogramm | Marathonlauf nicht im Meisterschaftsprogramm | Marathonlauf nicht im Meisterschaftsprogramm |
| Südamerika-Meisterin 2000                 | Márcia Narloch ( Brasilien)                  | 2:40:15 h                                    | São Paulo 2000                               |
| Asienmeisterin 2000                       | Sunisa Sailomyen ( Thailand)                 | 2:58,14 h                                    | Pattaya 2000                                 |
| Afrikameisterin 2000                      | Marathonlauf nicht im Meisterschaftsprogramm | Marathonlauf nicht im Meisterschaftsprogramm | Marathonlauf nicht im Meisterschaftsprogramm |
| Ozeanienmeisterin 2000                    | Marathonlauf nicht im Meisterschaftsprogramm | Marathonlauf nicht im Meisterschaftsprogramm | Marathonlauf nicht im Meisterschaftsprogramm |

## Rekorde/Bestleistungen
Offizielle Rekorde wurden damals in dieser Disziplin außer bei Meisterschaften und Olympischen Spielen aufgrund der unterschiedlichen Streckenbeschaffenheiten nicht geführt.

### Bestehende Rekorde/Bestleistungen
| Weltbestzeit       | 2:20:43 h | Tegla Loroupe ( Kenia) | Berlin, Deutschland           | 26. September 1999 |
| Olympischer Rekord | 2:24:52 h | Joan Benoit ( USA)     | Marathon von Los Angeles, USA | 5. August 1984     |

### Rekordverbesserung / Neue Bestleistung
Im Rennen am 24. September gab einen neuen Rekord und eine neue nationale Bestleistung.
- Neuer Olympiarekord: 2:23:14 h – Naoko Takahashi (Japan)
- Nationale Bestleistung: 2:51:03 h – Gulsara Dodobojewa (Tadschikistan)

## Streckenführung
Der Start lag im Stadtteil North Sydney auf der Miller Street auf Höhe des North Sydney Oval, einem Stadion für Rugby, Fußball, Cricket und Australian Football. Die Strecke verlief in Richtung Süden zum Pacific Highway. Auf dieser Autobahn ging es weiter zum Bradfield Highway und über die Sydney Harbour Bridge. Über den Cahill Expressway führte die Route dann ostwärts zur Bridge Street, anschließend wieder südwärts, der Macquarie Street folgend. Es ging vorbei an der Staatsbibliothek von New South Wales und dem Parlamentsgebäude des Bundesstaates bis zum Hyde Parks. Hier führte der Weg auf der Ostseite entlang, am Südende des Parks ging es zunächst links in die Oxford Street, anschließend rechts in die Flinders Street, die in die ANZAC Parade übergeht. Weiter führte die Route nach links in die Lang Road bis zum Centennial Park, der auf dem Old Grand Drive umrundet wurde. Anschließend ging es über die Lang Road wieder zurück zur ANZAC Parade, in die der Weg links einbog.
Wieder verlief die Strecke südwärts, vorbei an der University of New South Wales im Stadtteil Kingsford. Auf Höhe der Broadbent Street lag ein Wendepunkt. Über die ANZAC Parade ging es wieder zurück zur Flinders Street, wobei die Runde durch den Centennial Park diesmal ausgelassen wurde. Nun führte der Weg nach links in die Oxford Street, bis zur Liverpool Street folgend, die am Südende des Hyde Parks entlangführte. An der Ecke des Parks ging es nach rechts auf die Elizabeth Street am Westrand des Parks entlang. Auf halber Länge bog die Route nach links westwärts in die Bathurst Street ein, die zum Western Distributor führte. Hier wurde dann die ANZAC Bridge überquert und der Stadtteil Lilyfield erreicht. Die Strecke folgte der Victoria Road, der City-West Link Road und der Dobroyd Parade nach Westen. An der Ramsay Street gab es einen Bogen nach rechts ab in Richtung des Stadtteils Five Rock, bevor es nach links auf die Fairlight Street ging, die kurz darauf zur Queens Road wird und im Stadtteil Canada Bay in die Gipps Road übergeht. Im Ortsteil Strathfield führte die Route weiter auf den Western Motorway, der südlich das Stadium Australia passiert. Die Autobahn wurde verlassen und gleich darauf das Stadion erreicht, in dem noch eine Runde zurückgelegt werden musste.

## Ausgangssituation
Mit Walentina Jegorowa aus Russland und Fatuma Roba aus Äthiopien waren die Olympiasiegerinnen von 1992 und 1996 am Start. Stark eingeschätzt wurden darüber hinaus die japanische Vizeweltmeisterin Ari Ichihashi, die WM-Vierte Elfenesh Alemu aus Äthiopien, die portugiesische Europameisterin von 1998 und Vizeweltmeisterin von 1997 Maria Machado sowie Lidia Șimon aus Rumänien, die 1997 und 1999 jeweils WM-Dritte geworden war.

## Resultat

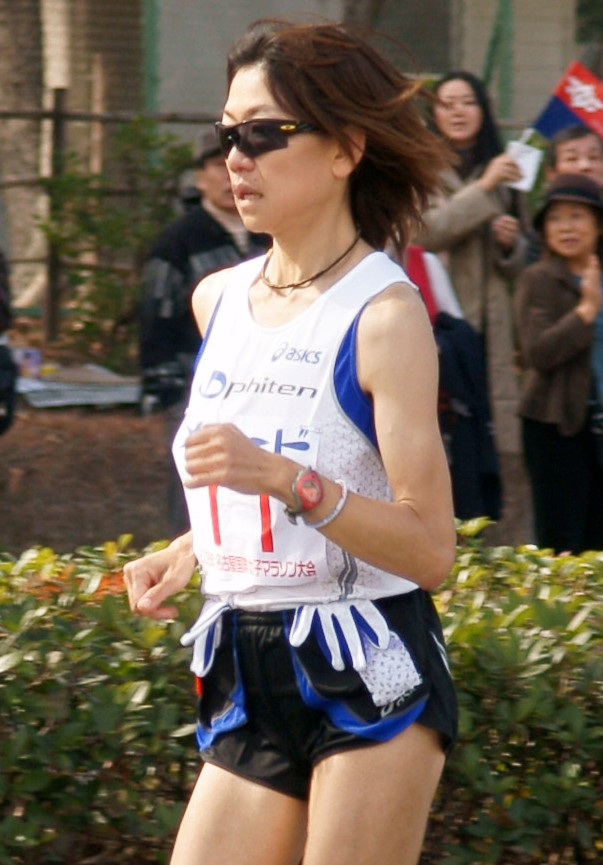
Olympiasiegerin Naoko Takahashi

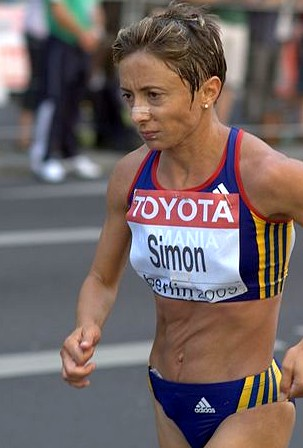
Lidia Șimon gewann die Silbermedaille

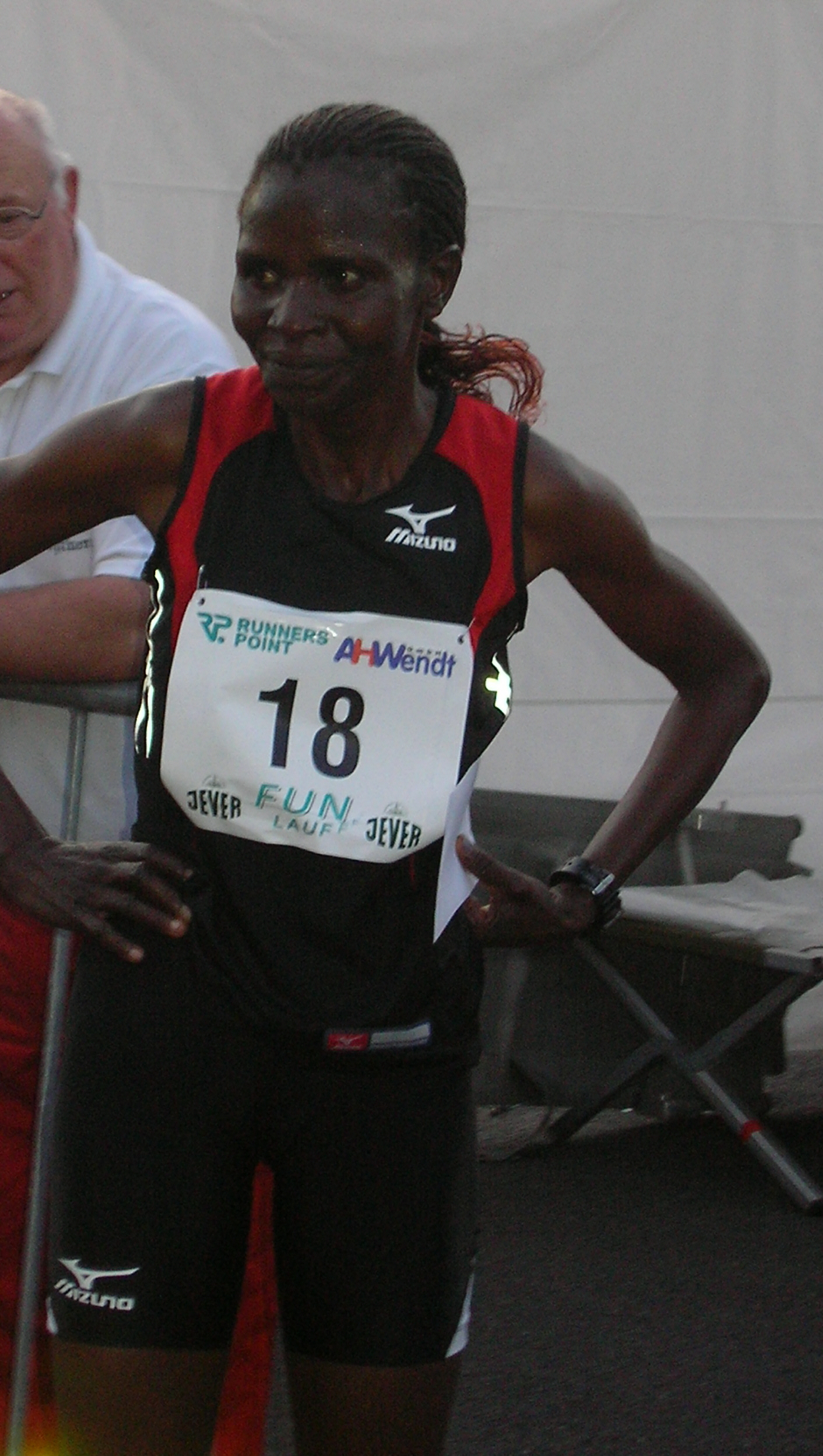
Bronzemedaillengewinnerin Joyce Chepchumba

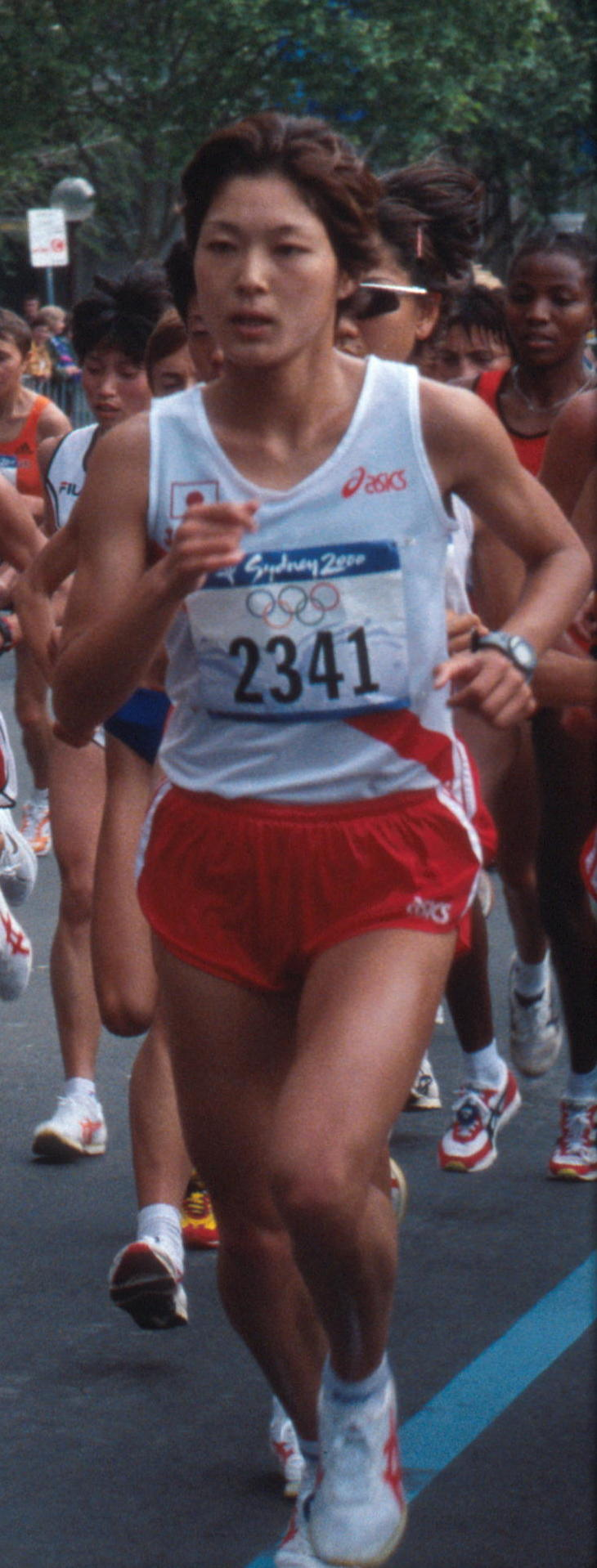
Eri Yamaguchi – Rang sieben

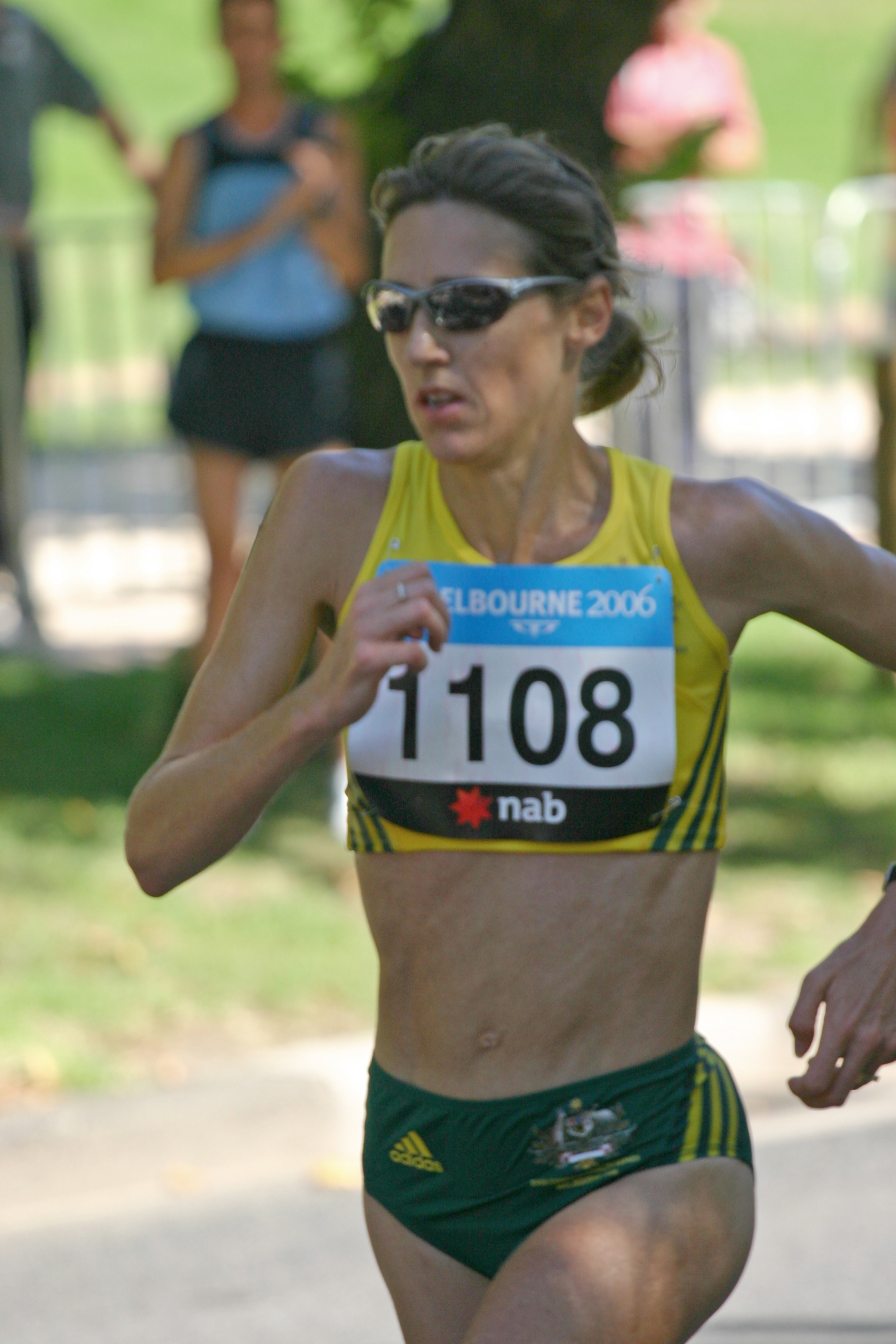
Die Olympiaelfte Kerryn McCann

Datum: 24. September 2000, 9.00 Uhr, Ortszeit Sydney (UTC+10)
| Zwischenzeiten      | Zwischenzeiten | Zwischenzeiten                                      | Zwischenzeiten |
| Zwischenzeit- Marke | Zwischenzeit   | Führende                                            | 5-km-Zeit      |
| ------------------- | -------------- | --------------------------------------------------- | -------------- |
| 5 km                | 16:42 min      | Marleen Renders 18 s vor großer Gruppe              | 16:42 min      |
| 10 km               | 34:08 min      | Marleen Renders 3 s vor großer Gruppe               | 17:16 min      |
| 15 km               | 51:19 min      | Maura Viceconte mit großer Gruppe                   | 17:11 min      |
| 20 km               | 1:08:10 h00    | Takahashi / Șimon / Wanjiru / Ichihashi / Chang-ok  | 16:51 min      |
| 25 km               | 1:24:48 h00    | Naoko Takahashi / Lidia Șimon 1 s vor Ari Ichihashi | 16:38 min      |
| 30 km               | 1:41:39 h00    | Naoko Takahashi / Lidia Șimon                       | 16:51 min      |
| 35 km               | 1:58:26 h00    | Naoko Takahashi                                     | 16:47 min      |
| 40 km               | 2:15:19 h00    | Naoko Takahashi                                     | 16:53 min      |

## Ergebnis
| Platz | Athletin              | Land                            | Zeit (h) | Anmerkung                     |
| ----- | --------------------- | ------------------------------- | -------- | ----------------------------- |
| 01    | Naoko Takahashi       | Japan                           | 2:23:14  | OR                            |
| 02    | Lidia Șimon           | Rumänien                        | 2:23:22  |                               |
| 03    | Joyce Chepchumba      | Kenia                           | 2:24:45  |                               |
| 04    | Esther Wanjiru        | Kenia                           | 2:26:17  |                               |
| 05    | Madina Biktagirowa    | Russland                        | 2:26:33  |                               |
| 06    | Elfenesh Alemu        | Äthiopien                       | 2:26:54  |                               |
| 07    | Eri Yamaguchi         | Japan                           | 2:27:03  |                               |
| 08    | Ham Bong-sil          | Nordkorea                       | 2:27:07  |                               |
| 09    | Fatuma Roba           | Äthiopien                       | 2:27:38  |                               |
| 10    | Ren Xiujuan           | Volksrepublik China             | 2:27:55  |                               |
| 11    | Kerryn McCann         | Australien                      | 2:28:37  |                               |
| 12    | Maura Viceconte       | Italien                         | 2:29:26  |                               |
| 13    | Tegla Loroupe         | Kenia                           | 2:29:45  |                               |
| 14    | Irina Bogatschowa     | Kirgisistan                     | 2:29:55  |                               |
| 15    | Ari Ichihashi         | Japan                           | 2:30:34  |                               |
| 16    | Adriana Fernández     | Mexiko                          | 2:30:51  |                               |
| 17    | Judit Földingné Nagy  | Ungarn                          | 2:30:54  |                               |
| 18    | Ornella Ferrara       | Italien                         | 2:31:32  |                               |
| 19    | Christine Clark       | USA                             | 2:31:35  |                               |
| 20    | Jong Yong-ok          | Nordkorea                       | 2:31:40  |                               |
| 21    | Maria Manuela Machado | Portugal                        | 2:32:29  |                               |
| 22    | Nadezhda Wijenberg    | Niederlande                     | 2:32:29  |                               |
| 23    | Ljubow Morgunowa      | Russland                        | 2:32:35  |                               |
| 24    | Sonja Oberem          | Deutschland                     | 2:33:45  |                               |
| 25    | Martha Tenorio        | Ecuador                         | 2:33:54  |                               |
| 26    | Marian Sutton         | Großbritannien                  | 2:34:33  |                               |
| 27    | Érika Olivera         | Chile                           | 2:35:07  |                               |
| 28    | Kim Chang-ok          | Nordkorea                       | 2:35:32  |                               |
| 29    | Alina Gherasim        | Rumänien                        | 2:36:16  |                               |
| 30    | Ana Isabel Alonso     | Spanien                         | 2:36:45  |                               |
| 31    | Colleen De Reuck      | Südafrika                       | 2:36:48  |                               |
| 32    | María Portillo        | Peru                            | 2:36:50  |                               |
| 33    | Griselda González     | Spanien                         | 2:38:28  |                               |
| 34    | Oh Mi-Ja              | Südkorea                        | 2:38:42  |                               |
| 35    | Susan Hobson          | Australien                      | 2:38:44  |                               |
| 36    | Gadissie Edato        | Äthiopien                       | 2:42:29  |                               |
| 37    | Serap Aktaş           | Türkei                          | 2:42:40  |                               |
| 38    | Daria Nauer           | Schweiz                         | 2:43:00  |                               |
| 39    | María Luisa Muñoz     | Spanien                         | 2:45:40  |                               |
| 40    | Iglandini González    | Kolumbien                       | 2:47:26  |                               |
| 41    | Gulsara Dodobojewa    | Tadschikistan                   | 2:51:03  | NBL                           |
| 42    | Gina Coello           | Honduras                        | 3:02:32  |                               |
| 43    | Agueda Amaral         | Unabhängige Olympiateilnehmerin | 3:10:55  | Athletin stammt aus Osttimor. |
| 44    | Rhonda Davidson-Alley | Guam                            | 3:13:58  |                               |
| 45    | Sirivanh Ketavong     | Laos                            | 3:34:27  |                               |
| DNF   | Nicole Carroll        | Australien                      |          |                               |
| DNF   | Anuța Cătună          | Rumänien                        |          |                               |
| DNF   | Valentina Enachi      | Moldau                          |          |                               |
| DNF   | Martha Ernstdóttir    | Island                          |          |                               |
| DNF   | Garifa Kuku           | Kasachstan                      |          |                               |
| DNF   | Elizabeth Mogudhi     | Namibia                         |          |                               |
| DNF   | Marleen Renders       | Belgien                         |          |                               |
| DNF   | Walentina Jegorowa    | Russland                        |          |                               |
| DNS   | Claudia Dreher        | Deutschland                     |          |                               |

## Rennverlauf
Anfangs wurde das Rennen von der Belgierin Marleen Renders bestimmt. Nach fünf Kilometern hatte sie achtzehn Sekunden Vorsprung vor ihren Konkurrentinnen, der bei Kilometer zehn allerdings auf drei Sekunden geschrumpft war, bevor Renders immer weiter zurückfiel und schließlich aufgab. Anschließend gab es bei hohem Tempo wechselnde Führungen, bei Kilometer fünfzehn lag die Italienerin Maura Viceconte vorn. Nach und nach fiel das Feld der Läuferinnen immer weiter auseinander und eine Fünfergruppe mit der Japanerin Naoko Takahashi, Esther Wanjiru aus Kenia, der Nordkoreanerin Kim Chang-ok, Șimon und Ichihashi setzte sich ab. Das Tempo blieb weiter hoch und Wanjiru sowie Chang-ok mussten abreißen lassen. Bei Kilometer 25 verlor auch Ichihashi den Kontakt, sodass Takahashi und Șimon nun alleine vorne lagen. Die Japanerin und die Rumänin liefen viele Kilometer gemeinsam, die Läuferinnen hinter ihnen hatten keine Chance, bei der weiter schnellen Renngestaltung noch einmal an die Führenden heranzukommen. Acht Kilometer vor dem Ziel konnte sich die Japanerin entscheidend von Șimon absetzen.
Naoko Takahashi gewann den Marathonlauf in neuer Olympiarekordzeit. Ihr Vorsprung auf Lidia Șimon betrug acht Sekunden und war damit der kleinste Vorsprung in der olympischen Geschichte des Frauenmarathons. Bronze gewann die Kenianerin Joyce Chepchumba vor Esther Wanjiru und der Russin Madina Biktagirowa. Elfenesh Alemu belegte Rang sechs vor der Japanerin Eri Yamaguchi und der Nordkoreanerin Ham Bong-sil. Fatuma Roba kam mit 4:24 Minuten Rückstand auf Takahashi als Neunte ins Ziel, während Walentina Jegorowa das Rennen schon nach fünfzehn Kilometern aufgegeben hatte.
Lidia Șimon gewann die erste olympische Medaille für Rumänien im Marathonlauf der Frauen.

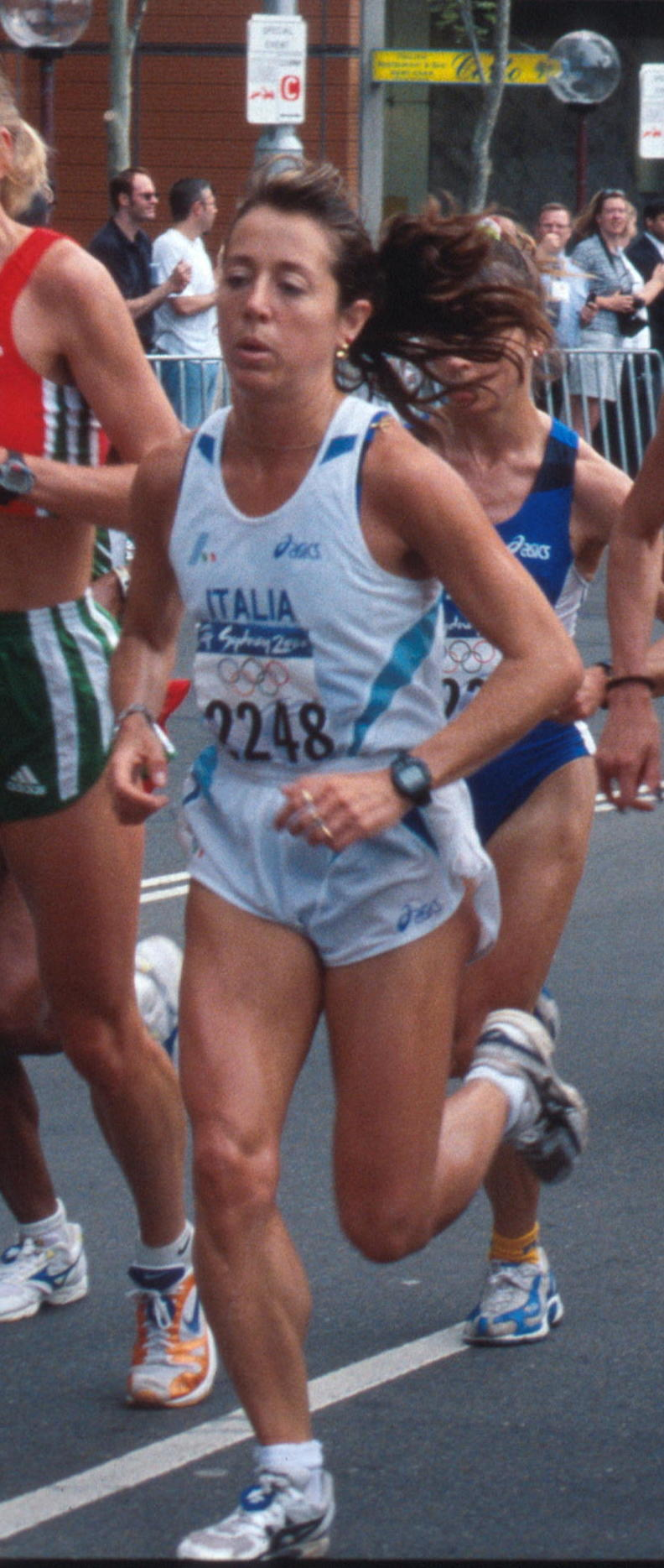
Maura Viceconte – Platz zwölf
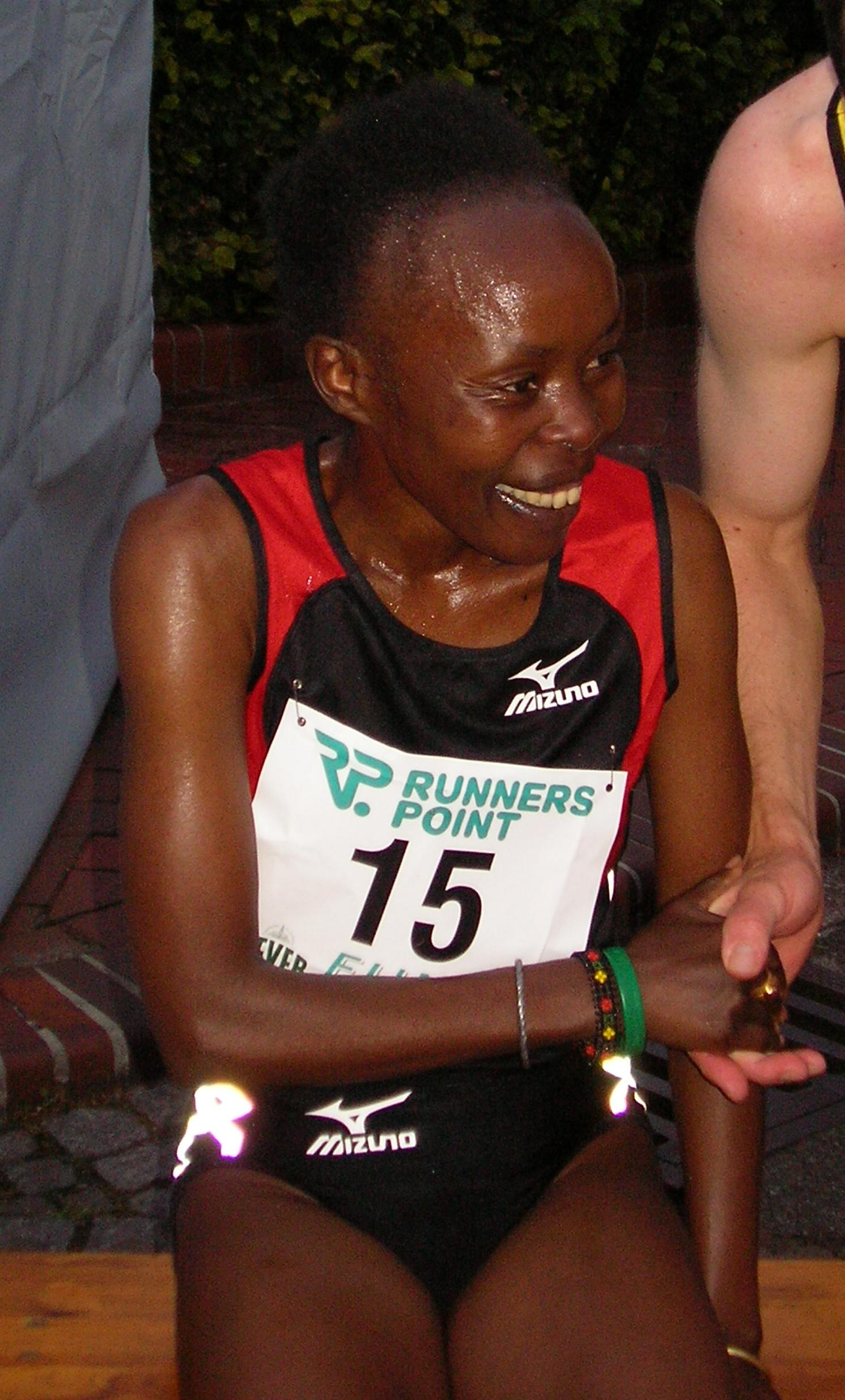
Tegla Loroupe wurde Dreizehnte
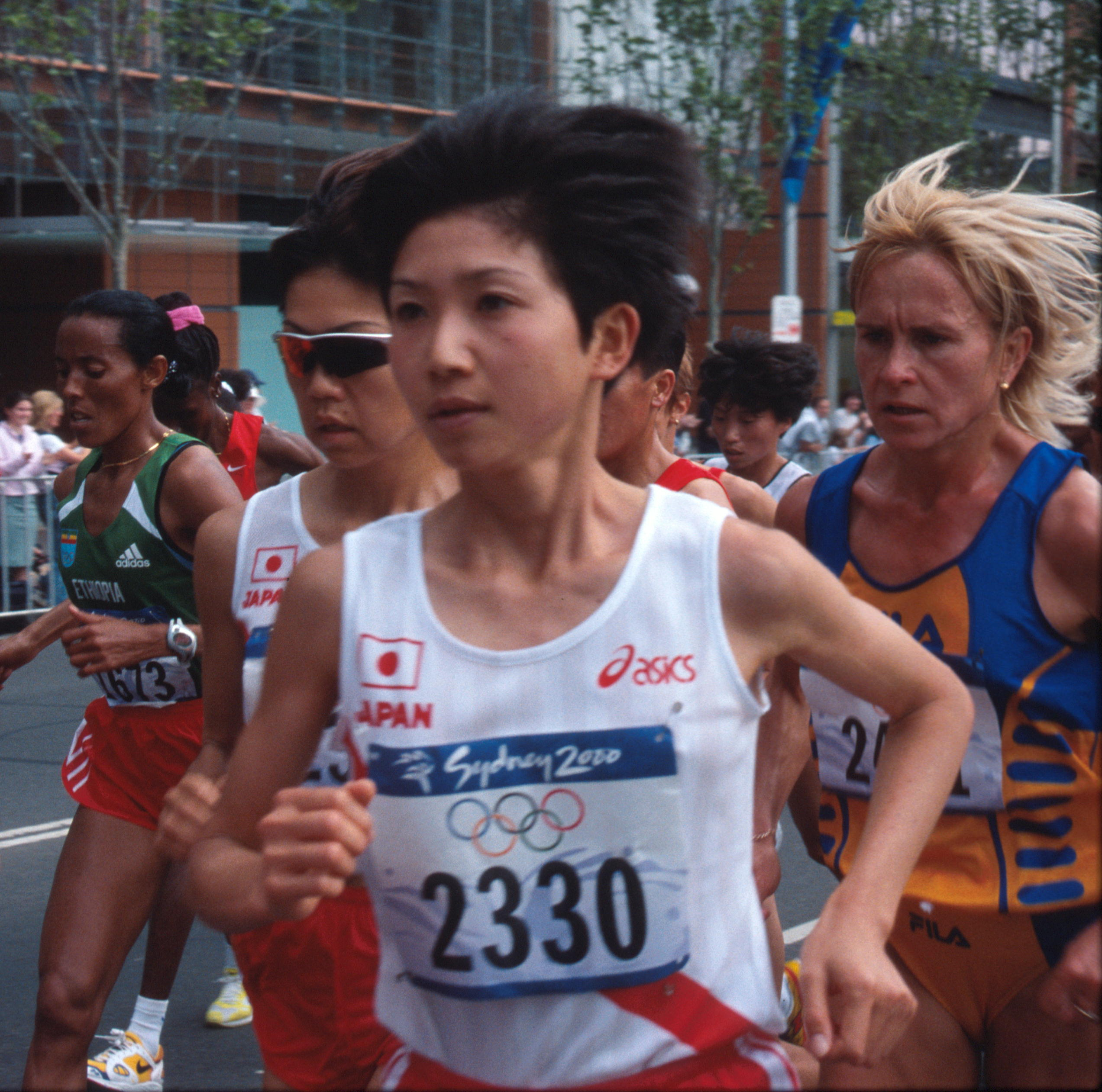
Ari Ichihashi – Platz fünfzehn
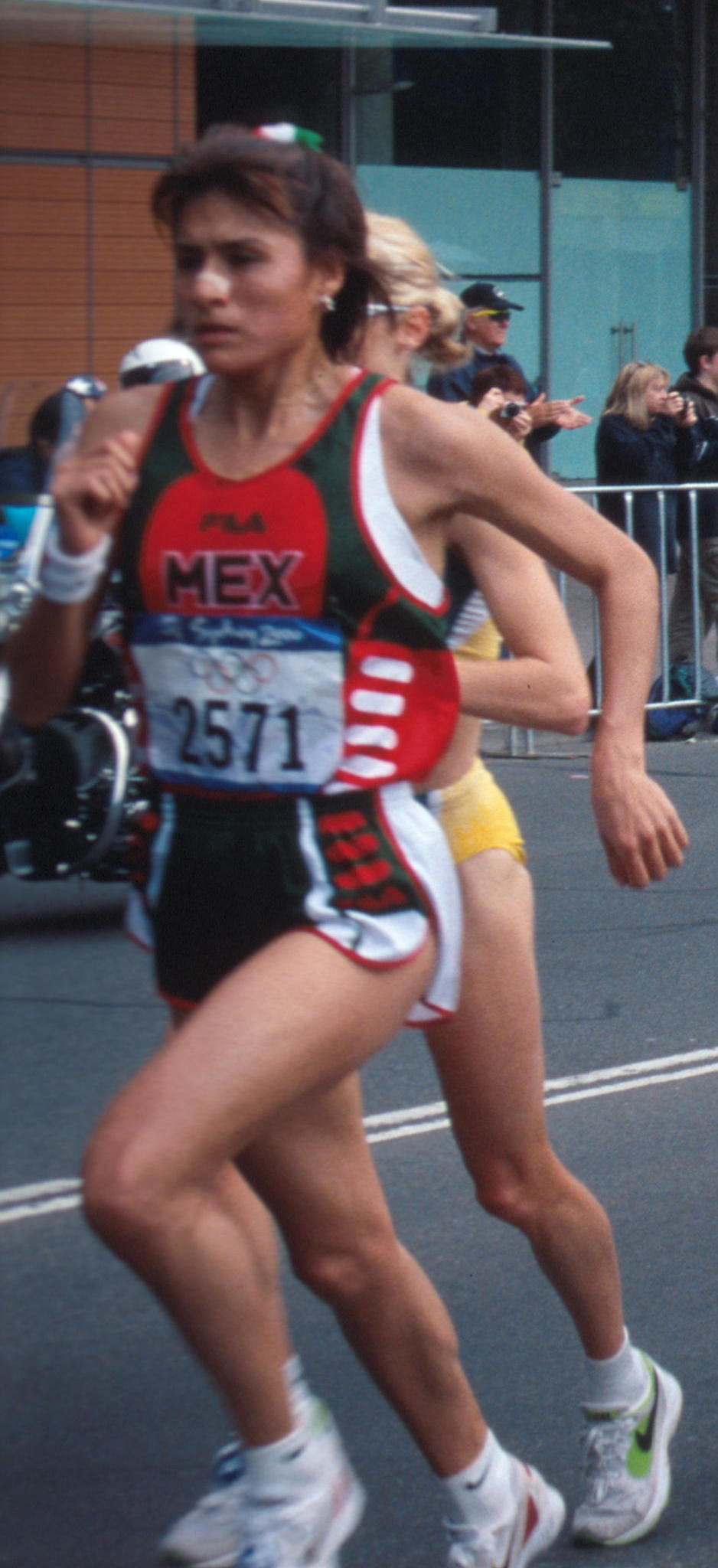
Rang sechzehn für Adriana Fernández
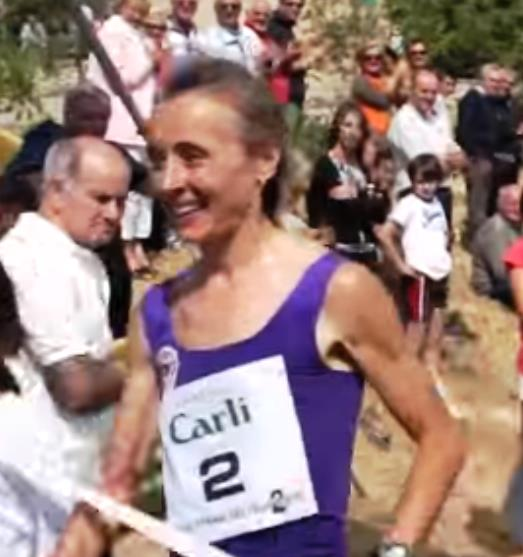
Ornella Ferrara – Platz achtzehn
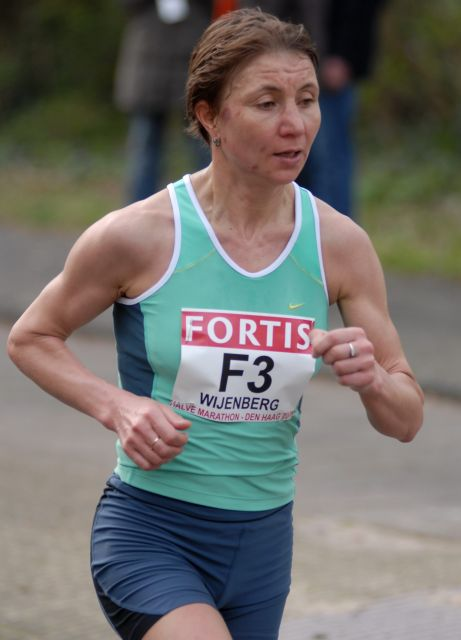
Nadezhda Wijenberg belegte Rang 22
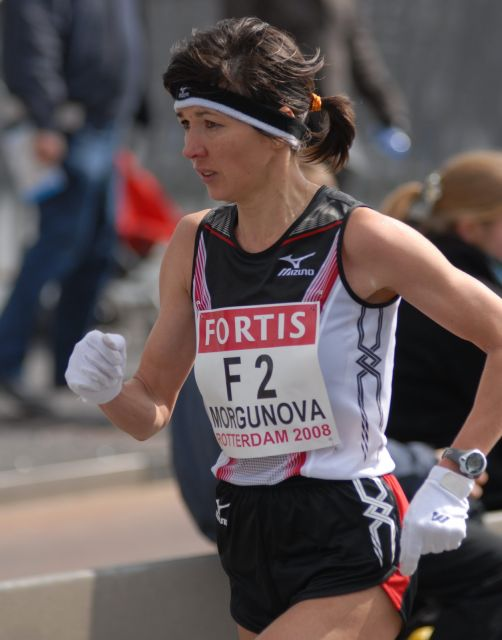
Ljubow Morgunowa kam auf den 23. Platz
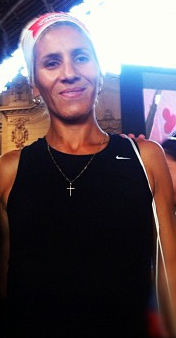
Platz 27 für Érika Olivera
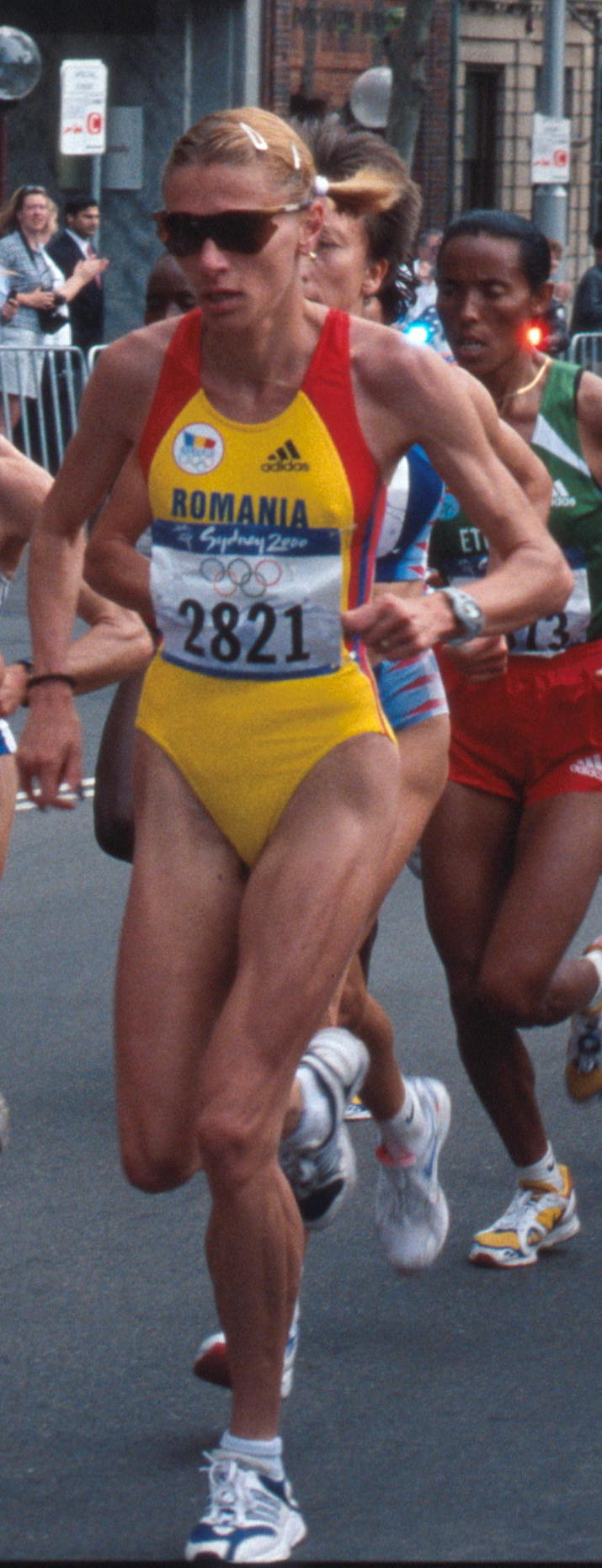
Alina Gherasim – Platz 29
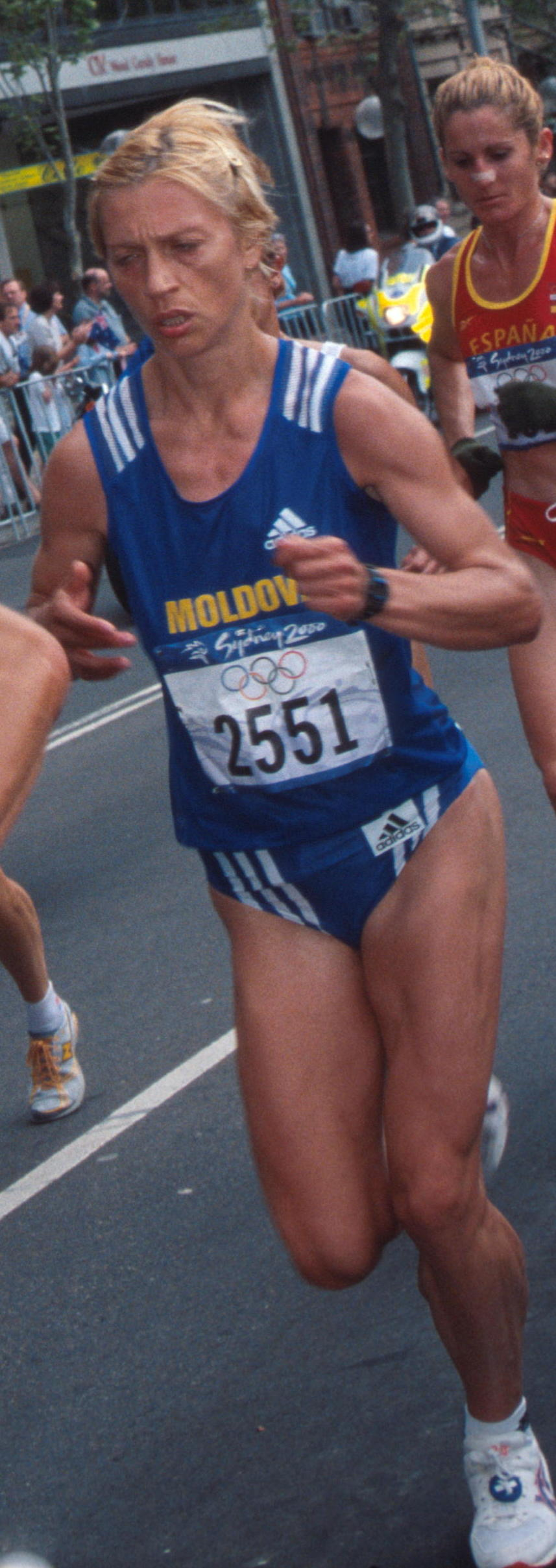
Valentina Enachi gab das Rennen auf

## Videolinks
- 2000 Olympics Women Marathon Naoko Takahashi, youtube.com, abgerufen am 6. Februar 2022
- 2000 Olympics Sydney Ladies Marathon Component 1 & 2, youtube.com, abgerufen am 12. April 2018